# Claus Jönsson
Pour les articles homonymes, voir Jönsson.
Claus Jönsson, né le 26 mai 1930 à Charlottenbourg (Berlin) et mort le 25 août 2024 à Tübingen, est un physicien allemand qui, en 1961, a réalisé pour la première fois une version de l'expérience à double fente (fentes de Young) en utilisant des électrons.

## Biographie

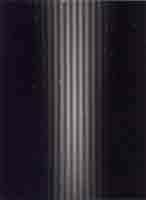
La photo historique de l'œuvre originale de Jönsson montrant le motif en bande de l'interférence électronique.